# مسعود سپهر
مسعود سپهر (زادهٔ ۱۳۳۵ – درگذشتهٔ ۹ بهمن ۱۴۰۱) طراح گرافیک اهل ایران بود فعالیت حرفه‌ای او بیشتر دربرگیرندهٔ طراحی حروف برای فونت فارسی، طراحی نشانه و هویت جامع بصیر، تندیس و نشان بود. طراحی قلم یکان و آموزه، استاندارسازی علائم و نشانه‌های متروی تهران و چهار نشان تخصصی از هفت نشان ملی از جمله کارهای اوست.

## زندگی‌نامه
مسعود سپهر در سال ۱۳۳۵ در تهران متولد شد و در سال ۱۳۵۶ از کالج چاپ لندن فارغ‌التحصیل شد. او دارای مدرک لیسانس طراحی گرافیک، تایپوگرافی و برنامه‌ریزی چاپ بود. او در سال ۱۳۵۱ مدرک فوق لیسانس خود را در این رشته اخذ کرد. همچنین، دارای مدرک دکترای حرفه‌ای از وزارت فرهنگ و آموزش عالی بود و از سال ۱۳۷۲ آموزش تکمیلی را از مرکز آموزشی اپل پاریس دنبال کرد. او از جمله طراحان پیشرو و اثرگذار طراحی‌گرافیک ایران بود و از زمان تأسیس انجمن به‌طور مستمر در دوره‌های مختلف هیئت‌های مدیره و کمیته‌ها و در حوزه‌های پژوهشی انجمن فعالیت مؤثر داشت. سپهر نخستین نظام‌نامه گرافیک حرفه‌ای را به رشته تحریر درآورد. وی همچنین علاوه بر خلق آثار گرافیک در طول سال‌ها فعالیت حرفه‌ای خود، تألیف و ترجمه‌های بسیاری را نیز در حوزه تخصصی دیزاین و طراحی‌گرافیک برای علاقه‌مندان، دانشجویان و طراحان به جا گذاشت. تایپ فیس قلم «یکانم»، «آموزه» و «مُبین» و طراحی علائم راهنمایی مترو تهران را او طراحی کرده است. طراحی کارت شناسایی ملی نیز با هدایت مسعود سپهر انجام شده است. از فعالیت‌های تألیف و نگارش او می‌توان به ترجمه کتاب «مبادی سواد بصری» در سال ۱۳۶۸ اشاره کرد که تا به امروز به بیش از 64 بار به چاپ رسیده است. «مقالات پنتاگرام»، «شرحی بر نشانه» و «طراحی نشانه» و «تجزیه و تحلیل آثار گرافیک» برخی دیگر از کتاب‌های اوست.

## تحصیلات
- مدرک کارشناسی و کارشناسی ارشد طراحی تایپوگرافی، برنامه‌ریزی چاپ و تولید از کالج چاپ لندن (۱۳۷۵)[۱۱]
- دوره فناوری تایپ دیجیتال در مرکز آموزش شهر پاریسِ شرکت اپل (۱۳۷۳)
- مدرک دکترای حرفه‌ای از وزارت فرهنگ و آموزش عالی (۱۳۷۵)[۱۲]

## کارنامه حرفه‌ای
- پروژه‌های متعدد طراحی سازمانی
- طراحی هویت بصری، نشانه‌ها و نقشه‌های متروی تهران
- طراحی بیش از ۲۰۰ نام‌نوشته، مونوگرام و نماد
- طراحی ۴  نشان ملی (فرهنگ و هنر، خدمت، ایثار و مهر)، مدال و تندیس‌های متعدد
- طراحی تایپ‌فیس‌های فارسی آموزه (به سفارش وزارت آموزش و پرورش برای استفاده در کتاب‌های درسی)، یکان (نسخه ویژه نگارش فارسی در رایانه‌های اپل) و برکت (برای تارنمای شرکت دانش‌بنیان به همین نام)
- هدایت پروژه طراحی کارت ملی

## ترجمه و تألیف
- شرحی بر نشانه‌ها (نشانه‌های گرافیک در ارتباط تصویری)[۱۳]
- مبادی سواد بصری[۱۴]
- طراحی هویت بصری جامع[۱۵]
- تجزیه و تحلیل آثار گرافیک[۱۶]
- طراحی نشانه[۱۷]
- ترجمه مقالات پنتاگرام: گفتارهایی دربارهٔ طراحی گرافیک[۱۸]
- مقالات و سخنرانی‌های متعدد دربارهٔ طراحی گرافیک و تایپوگرافیک در ایران؛ مانند نگارش مقالهٔ «تا بخوانند» در نشریه نشان (مرداد ۱۳۸۶) و ایراد سخنرانی با عنوان «تایپوگرافی معاصر فارسی چالش و محدودیت‌ها» در دانشگاه هنر تهران (اردیبهشت ۱۳۸۸)

## فعالیت‌ها
- طراحی صد و هشتاد علامت و نام کتبی برای مؤسسات، شرکت‌ها و محصولات
- عضو کارگروه سه نفره تدوین دروس و بازنگری واحدهای درسی رشته ارتباط تصویری، برای دانشگاه‌های کشور
- طراحی ۴ نشان کشوری (خدمت، شجاعت، فرهنگ و هنر، مهر)
- طراح گرافیک، شرکت طراحی پیتر هَچ، لندن انگلستان (۱۳۵۸–۱۳۵۷)
- عضو هیئت مؤسس و رئیس هیئت مدیره تعاونی طراحان گرافیک ایران (۱۳۷۱–۱۳۶۸)
- عضو هیئت مشاوران و داوران اولین و دومین دو سالانه گرافیک ایران (۱۳۷۸–۱۳۷۴)
- عضو هیئت مؤسس انجمن صنفی طراحان گرافیک ایران (۱۳۷۵)
- مشاور هیئت مدیره، عضو هیئت مدیره و بازرس انجمن صنفی طراحان گرافیک ایران (۱۳۸۵–۱۳۷۶)
- نایب رئیس هیئت مدیره انجمن صنفی طراحان گرافیک ایران (۱۳۸۸–۱۳۸۵)
- مؤلف نخستین نظامنامه گرافیک حرفه‌ای[۱۹][۲۰][۲۱][۲۲][۲۳]

## سوابق آموزشی
- عضویت در کارگروه سه نفره تدوین دروس و بازنگری واحدهای درسی رشته ارتباط تصویری برای دانشگاه‌های کشور
- تدریس در پردیس هنرهای زیبا دانشگاه تهران (۱400 تا ۱۳91)
- تدریس در دانشگاه هنر (۱۳۶۹ تا ۱۳۵۷)
- تدریس در دانشگاه آزاد اسلامی (۱۳۷۸ تا ۱۳۷۴)[۲۴]

## افتخارات و جوایز
- جایزهٔ طراحی بهترین نشانه در اولین دو سالانه طراحان گرافیک ایران[۲۵]

## درگذشت
مسعود سپهر دو هفته پس از ورود به کمای ناشی از سقوط از ارتفاع، در بامداد روز یکشنبه ۹ بهمن ماه سال ۱۴۰۱ در بیمارستان شهدای تجریش تهران درگذشت.